# Lista de episódios de Naruto Shippuden (14.ª temporada)
Esta é uma lista de episódios da décima quarta temporada de Naruto Shippuden que começou a ser exibida no dia 03 de outubro de 2013, terminando no dia 20 de março de 2014, compreendendo do episódio 333 ao episódio 356. 
| # | Título                                                | Estreia    |
| --- | ----------------------------------------------------- | ---------- |
| 333 | "Os Riscos do Edo Tensei no Jutsu" "穢土転生のリスク" | 03/10/2013 |
| Na luta contra Madara, Tsunade ativa o selo do Byakugou para lutar e os outros Kages se unem com Tsunade, mas Madara fere Tsunade. Itachi tenta despistar Sasuke e alcança o esconderijo, mas depois descobre que somente Kabuto poderia desfazer o jutsu. Sasuke alcança Itachi e Kabuto tenta provocar Sasuke para matar Itachi, mas este fala que não se aliou a Akatsuki e odeia Orochimaru. |                                                       |            |
| 334 | "Equipe de irmãos" "兄弟共闘"                         | 10/10/2013 |
| Madara cria 5 Clones de Madeira para cada Kage para encurralá-los e cada um dos clones dele usa Susanoo. Na batalha contra Kabuto, os irmãos começam a lutar juntos e Kabuto se revela. Kabuto fala que usou todas as células do time Taka que o fez a chegar uma mudança monstruosa. Sasuke e Itachi relembram de quando iam caçar um javali. |                                                       |            |
| 335 | "A Folha de Todos" "それぞれの木ノ葉"                 | 24/10/2013 |
| Kabuto e Itachi comentam pelo que passaram e também quando ainda viveram num mundo de mentiras. Kabuto consegue pegar Itachi, mas é salvo pelo Amaterasu de Sasuke. Itachi afirma que pode pegar Kabuto usando o Izanami e quer tirar proveito de Kabuto para prendê-lo em seu jutsu. Kabuto conta que numa época infantil, foi abandonado no passado ferido e é adotado por uma madre, como também ganha o nome de Kabuto. |                                                       |            |
| 336 | "Yakushi Kabuto" "薬師カブト"                         | 31/10/2013 |
| Danzou foi procurar a madre para requisitar seus serviços, mas ela diz que não podia deixar a igreja. Depois de persuadir, ela aceita, mas Kabuto vai em seu lugar. Durante a missão, Kabuto atinge um dos soldados e se revela como a madre que o criou, mas ela não o reconhece. Orochimaru procura Kabuto e afirma que Danzou tem enganado a madre, fato que não o reconhece e Orochimaru afirma que não passava de um plano para se matarem, a madre e Kabuto. Depois em seguida, Kabuto segue Orochimaru entrando para o grupo da serpente. |                                                       |            |
| 337 | "Ativação: Izanami" "発動・イザナミ"                  | 07/11/2013 |
| Durante a luta, Kabuto confronta os dois Uchihas usando os Caminhos do Som Jirobou, Kidoumaru, Sakon/Ukon e Tayuya e corta Itachi com a espada de Sasuke, mas Kabuto pisa em uma das penas negras de corvo, assim caindo no Genjutsu chamado Izanami. |                                                       |            |
| 338 | "Izanagi e Izanami" "イザナギとイザナミ"              | 14/11/2013 |
| Com Kabuto preso no ciclo infinito, Itachi explica à Sasuke a história por trás do Izanami, que foi criado com o objetivo de parar os usuários do Izanagi e fazê-los aceitar seu o verdadeiro destino, caso aceite será possível escapar do ciclo. |                                                       |            |
| 339 | "Eu sempre vou te amar" "お前をずっと愛している"      | 21/11/2013 |
| Enquanto luta com os Cinco Kages, Madara liberta o seu Susano'o forma completa. Enquanto isso na caverna, Itachi usa o Tsukuyomi para executar os selos para liberar o Jutsu de Reencarnação Impura e acaba cancelando o Susano'o de Madara. Itachi mostra a Sasuke seu passado e o que causou a aniquilação de seu clã e conta de seu irmão Shisui, mas afirma dizendo que ele sempre vai o amar. |                                                       |            |
| 340 | "Edo Tensei: Liberado" "お前をずっと愛している"       | 28/11/2013 |
| Todos os mortos que foram trazidos de volta se despedem do mundo real e voltam para o além, exceto Madara que foi o único restante, o motivo foi ele saber os truques da técnica. Dan, dá adeus à Tsunade, fazendo voltar sua vitalidade. Enquanto isso em outro campo de batalha, o mascarado decide trazer algo misterioso de volta à vida usando um jarro de Chakra, o que seria isso? |                                                       |            |
| 341 | "O Retorno de Orochimaru!" "復活! 大蛇丸"             | 05/12/2013 |
| Sasuke, Juugo e Suigetsu trazem Orochimaru de volta a vida através do Selo Amaldiçoado de Anko, então os quatro decidem partir para Konoha. Enquanto isso o mascarado continua dando início ao seu plano Olho da Lua, revivendo o Dez-Caudas, mesmo que de forma imperfeita. |                                                       |            |
| 342 | "O Segredo do Ninjutsu Jikuukan" "時空間忍術の秘密"   | 12/12/2013 |
| A Ressurreição do Dez-Caudas continua e Naruto tenta atingir o Akatsuki mascarado usando o Rasengan, com o objetivo de quebrar sua máscara, mas fracassou, tendo o seu ataque bloqueado. Kakashi usa o Kamui para tentar decapitar a estátua Gedo Mazo, porém Tobi usa o seu Ninjutsu Espaço-Tempo para não permitir, assim Kakashi descobre que as duas técnicas estão conectadas de alguma maneira, então revelando brechas. Com Kakashi usando Kamui, Naruto consegue acertar o ombro de Tobi usando seu Rasengan, rasgando uma parte de sua roupa. Kakashi fica intrigado se o Homem Mascarado realmente é na verdade seu companheiro Uchiha que se sacrificou salvando ele e Rin, e então Tobi toca no fato da ponte Kannabi. Kyuubi diz que continuará lutando ao lado de Naruto para derrotar o Akatsuki Mascarado. |                                                       |            |
| 343 | "Quem é Você!?" "あなた誰!？"                         | 19/12/2013 |
| Kakashi ainda continua confuso se Tobi poderia ser realmente Obito ou não, Guy pede para se concentrar na luta. Naruto destrói a máscara de Tobi, mostrando, assim, parte do passado do vilão, revelando ser Uchiha Obito, Kakashi se espanta ao saber que seu antigo amigo está vivo, Obito conta que está fazendo isso por que Kakashi matou a antiga companheira deles, Rin, com o Raikiri. Para a surpresa de todos, Madara chega e se junta ao outro Uchiha. |                                                       |            |
| 344 | "Obito e Madara" "オビトとマダラ"                     | 09/01/2014 |
| Madara aparece diante de Naruto, Kakashi e Guy e afirma dizendo que já derrotou os 5 Kages. Obito relembra o que aconteceu logo após ter parte de seu corpo esmagado por uma grande pedra e como conheceu Madara. |                                                       |            |
| 345 | "Estou no Inferno" "オレは地獄に居る"                 | 16/01/2014 |
| Obito continua se recuperando no esconderijo de Madara, até que Zetsu avisa que seus parceiros de equipe estão em perigo, Obito treina para melhorar a sincronização com Zetsu, que o leva ao local. Chegando lá, Obito se depara com a cena da morte de Rin nas mãos de Kakashi e começa a atacar os caçadores ANBU da névoa, decapitando todos, assim causando uma carnificina, depois de todos os ninjas da névoa serem aniquilados, Obito carrega o corpo de Rin e dos caçadores ANBU da névoa, se acalma e percebe que está no Inferno. |                                                       |            |
| 346 | "Mundo dos Sonhos" "夢の世界"                         | 23/01/2014 |
| (Semi-Filler) Obito se despede do cadáver de Rin e promete a ela dizendo que "criará um mundo em que ela estivesse viva", volta ao esconderijo de Madara, lá, Obito decide contribuir Madara no plano Olho da Lua, para criar o mundo dos sonhos, Madara explica ao jovem Uchiha tudo o que será necessário para a conclusão do plano antes de morrer e pede para que Obito faça uma aliança com Nagato, que primeiramente recusou a ajudar Obito, já disfarçado de Madara. O parceiro e melhor amigo de Nagato, Yahiko, contrata vários ninjas para criarem uma organização que busca a paz, que recebeu o nome de Akatsuki. |                                                       |            |
| 347 | "Sombras Arrepiantes" "忍び寄る影"                    | 23/01/2014 |
| (Filler) Kakashi e Jiraiya comentam sobre o Trio de Órfãos da Vila da Chuva, e alunos de Jiraiya, que fica feliz ao saber que eles estão caminhando com as próprias pernas. A Akatsuki ainda atrás da paz, enfrenta ninjas da Folha, disfarçados de ninjas da pedra, e acabam vencendo, após a organização ter ido embora, Danzou se revela entre os Ninjas da Folha e diz a Hanzou que a Akatsuki é uma organização que está atrás do oposto de paz. |                                                       |            |
| 348 | "A Nova Akatsuki" "新生・暁"                          | 30/01/2014 |
| (Filler) Yahiko decide fazer uma aliança de paz com refugiados. Obito disfarçado decide desintegrar parte do grupo Akatsuki de Yahiko e Hanzou faz Konan de refém e ordena a Nagato a matar Yahiko. Yahiko se sacrifica e o força a liberar a estátua Gedo Mazo e chacina todos os membros da chuva exceto Hanzou. Nagato se torna o novo líder da Akatsuki e cria novos corpos artificiais para ser seus próprios membros, até Yahiko, sendo corrompido como o próprio Obito. |                                                       |            |
| 349 | "A Máscara que Esconde o Coração" "心を隠す面"        | 06/02/2014 |
| (Filler) Kakashi ainda relembra de quando ele próprio tirou a vida de Rin na época infantil e Hiruzen indica Minato para se tornar a quarta sombra de Konoha e Minato designa Kakashi para entrar na Raiz. |                                                       |            |
| 350 | "A Morte de Minato" "ミナトの死"                      | 13/02/2014 |
| (Filler) Minato pede a Kakashi para vigiar Kushina. Mesmo com a morte de seu mentor Minato e sua esposa Kushina, Kakashi ainda é pertubado por ele ter causado a morte de Rin. |                                                       |            |
| 351 | "As Células de Hashirama" "柱間細胞"                  | 20/02/2014 |
| (Filler) Hiruzen comenta com Kakashi de alguém capaz de usar o Mokuton e pede a Kakashi para investigar. Na Raiz, uma criança aparece diante de Danzou, seu nome é Kinoe. |                                                       |            |
| 352 | "Orochimaru, o fugitivo" "抜け忍・大蛇丸"             | 27/02/2014 |
| (Filler) Kakashi parte em missão para caçar Orochimaru. Kinoe alcança um grupo de pessoas capaz de se transformar em névoa e avisa que Orochimaru alcança seu povo, mas ferido. Gotta, líder do grupo pede a Yukimi, que mostre parte do esconderijo a Kinoe. Yukimi relembra de ter conhecido um garoto que se chamava Tenzou e Kinoe relembra de uma lembrança de ter visto uma menina em uma câmara de experiência, assim como ele. |                                                       |            |
| 353 | "Objeto de Pesquisa de Orochimaru" "大蛇丸の実験体"   | 06/03/2014 |
| (Filler) Kakashi alcança o grupo de Gotta e Gotta o confronta, mas Kinoe o salva. Kinoe depois revela que estava em missão para rastrear Orochimaru. Yukimi depois alcança Kakashi e Kinoe e os leva a uma passagem subterrânea que deixa Kakashi para trás. Kakashi depois confronta Gotta e depois descobre a verdade sobre Yukimi. Kakashi alcança Kinoe e Yukimi e decide usar Yukimi como isca para pegar Orochimaru, mas Kinoe é contra e decide proteger Yukimi. |                                                       |            |
| 354 | "Seu Próprio Caminho" "それぞれの道"                  | 06/03/2014 |
| (Filler) Yukimi se distancia de Kinoe e Kakashi e descobre que Orochimaru assassinou seu povo e Yukimi seria a próxima. Kinoe e Kakashi tentam salvar Yukimi mas era tarde e Kinoe usa o Mokuton para trazê-la de volta, da mesma como o povo morto por Orochimaru e conseguem salvá-la. |                                                       |            |
| 355 | "O Sharingan Alvejado" "狙われた写輪眼"               | 13/03/2014 |
| (Filler) Kinoe recebe a missão de alvejar o Sharingan de Kakashi e relembra do dia depois de escapar da câmara de experiência e depois é treinado por Danzou. Kakashi se despede de Yuugao e encontra Kinoe para investigar a base de Orochimaru, mas depois descobre que Kinoe queria assassinar Kakashi para conseguir seu Sharingan. |                                                       |            |
| 356 | "Um Ninja da Folha" "木ノ葉の忍"                      | 20/03/2014 |
| (Filler) Kakashi enfrenta uma das experiências de Orochimaru e tenta proteger Kinoe. Kinoe o tira da base de Orochimaru e deixa um bilhete a Kakashi o agradecendo pelo que fez. Kinoe tenta deixar a fundação criada por Danzou, mas Danzou ainda decide prender Kinoe. Kakashi e Yuugao entram na Fundação para pedir um chamado a Danzou, mas Kakashi pede a Yuugao para trazer o Hokage enquanto ele salvava Kinoe. Depois de salvar Kinoe, ele é alvejado por um grupo ANBU liderado por Danzou, mas um outro grupo ANBU aparece liderado por Hiruzen e pede para ficar com Kinoe porque ele era o único capaz de suprimir a Kyuubi em Naruto. Kinoe se ingressa em um outro grupo da Raiz e é chamado de Tenzou. |                                                       |            |

1. ↑  Lista de Episódios no Anime News Network